# Eutrichosoma flabellatum
Eutrichosoma flabellatum is een vliesvleugelig insect uit de familie Pteromalidae. De wetenschappelijke naam is voor het eerst geldig gepubliceerd in 1975 door Boucek.